# Nîjnie Bolotne, Irșava
Nîjnie Bolotne (în ucraineană Нижнє Болотне) este un sat în comuna Vilhivka din raionul Irșava, regiunea Transcarpatia, Ucraina.

## Demografie
Componența lingvistică a localității Nîjnie Bolotne
     Ucraineană (99,61%)
     Alte limbi (0,31%)
Conform recensământului din 2001, majoritatea populației localității Nîjnie Bolotne era vorbitoare de ucraineană (99,61%), existând în minoritate și vorbitori de alte limbi.